# وداد هارون
وداد هارون أو وداد الأزهري هي محامية وسياسية سورية من مدينة اللاذقية. عام 1960، عُيّنت مع جيهان الموصلي في الجمعية الوطنية للجمهورية العربية المتحدة، لتصبحا أول سيدتين سوريتين تدخلا البرلمان.

## السيرة الشخصية
وداد هارون من مدينة اللاذقية، في يوليو 1960 عُيّنت في الجمعية الوطنية للجمهورية العربية المتحدة إلى جانب جيهان الموصلي. إلا أنهما غادرتا الجمعية عندما انفصلت سوريا عن الجمهورية العربية المتحدة في سبتمبر من العام التالي.